# 魔術 (セレマ)
魔術（まじゅつ、Magick）は、アレイスター・クロウリーのセレマの文脈においては、〔非日常的な〕儀式魔術のみならず、意志の日常的な行為をも含めて、「〈意志〉に応じて変化を生ぜしめる科学にして技芸である」と定義される。クロウリーは次のように書いた。「いかなる対象にも、その対象にとって本来的に可能である限りの変化を起こすことは理論的に可能である。」 ジョン・サイモンズとケネス・グラントはこれにもっと深いオカルト的意味を付与している。
クロウリーは魔術を、ひとが自己の真の理解に達し、自らの真の意志に応じて行為するための本質的な方法であると考えた。クロウリーはこの過程について『第四の書』で述べている。

## 魔術の定義と一般的な目的
Magick という語自体は magic の初期近代英語の綴りであり、ハインリヒ・コルネリウス・アグリッパの『隠秘哲学論』の1651年英訳版 Three Books of Occult Philosophy, or Of Magick などの書物に用いられている。アレイスター・クロウリーは自分の実践と儀式をステージマジック（奇術）と区別するためにこの綴りを選び、以来、この用語はクロウリーの教義の要素を取り入れた人々によって再び広まった。
クロウリーは魔術を「意志に応じて変化を起こす科学にして技芸である」と定義した。続けてクロウリーは、これについて一つの公準と28の定理を示して詳述した。これについての最初の説明は公準についての説明であり、これにおいてクロウリーは「求められるいかなる変化も、適切な仕方で、適切な媒体を通じて、適切な対象に対して、適切な種類の〈力〉を適切な度合で利用することによって引き起こし得る」と述べた。そしてさらに次のように述べた。

魔術は自分自身とその状態を理解する〈科学〉である。行為においてその理解を応用する〈技芸〉である。